# Купидон и Ганимед (картина Кауфман)
«Купидон и Ганимед» («Венера находит Купидона, играющего в кости с Ганимедом») — картина художницы Ангелики Кауфман, написанная в 1782 году для Джорджа Боулза. Литературной основой работы стал переработанный поэтом Мэтью Прайором античный миф о том, как Ганимед переиграл Купидона в кости. Согласно стихотворению залогом игры служили стрелы Купидона — атрибут его божественной силы. Купидон изображён на картине в центре, спиной к зрителю, и выглядит расстроенным и испуганным; он поднимает руки к лицу, то ли плача, то ли боясь нагоняя от матери. Рассерженная богиня любви Венера, заставшая игру, стоит от него слева с поднятой вверх левой рукой. Ганимед сидит справа; правую руку он поднял к богине в примирительном жесте, но левую отвёл за спину — в ней он держит уже выигранные им стрелы. Между Ганимедом и Купидоном валяется колчан со стелами и кубок с выпавшими из него костями. В 1784 году английский художник Томас Берк создал c картины пунктирную гравюру, которая были опубликована в Лондоне и широко растиражирована. В дальнейшем картина часто использовалась в декоративно-прикладном искусстве, особенно в росписи фарфора. В коллекции Музея Форарльберга есть другая картина — «Ганимед и орёл» (1793).

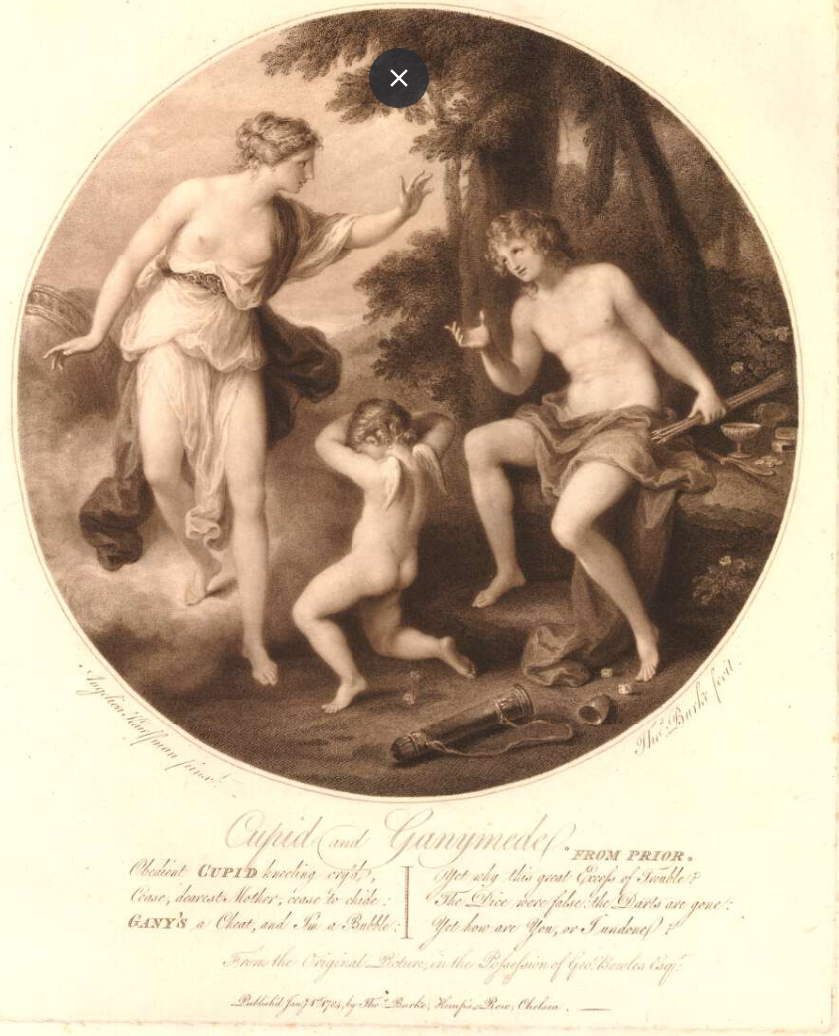
Гравюра

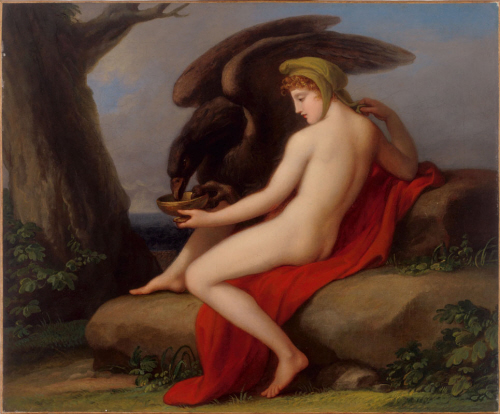
Ганимед и орёл